# Рашки стил
Рашки стил у српској архитектури током средњег века, обухвата временски период од седме деценије 12. до краја 13. века, док се као гранични примери узимају Немањини Ђурђеви Ступови (око 1170) за почетак епохе односно Драгутинова црква Светог Ахилија у Ариљу (око 1296). Међутим ова граница је само оквирна пошто има сакралних објеката који временски припадају неком другом стилу, али су архитектонски грађене у Рашком стилу, какве су на пример манастирске цркве у Дечанима и Бањској, које су подигнуте у првој половини 14. века односно у време када доминира Вардарски стил. Сам стил је добио назив по реци Рашки, око које је гравитирала тадашња држава. Рашки стил је добио посебан назив и оригинални је домет српских архитеката који су створили промену у архитектури црквених објеката што је резултовало у успостављањем посебног оригиналног стила у сакралној архитектури по коме су постали познати у свету.

## Карактеристике стила
Основна карактеристика овог стила је једнобродна засведена грађевина са једним кубетом. Са западне стране се обично налази припрата, док се са јужне и северне налазе нижа одељења, обично певнички трансепти и параклиси. Спољашња обрада црквених грађевина је извршена у романском стилу, што указује на директне везе са Приморјем односно мајсторима из градова са источне обале Јадрана (Котор, Дубровник и други) која се налазила под контролом Немањића, или чак из градова јужне Италије, где се и у плановима основа и у начину градње, нарочито у каменој пластици, налазе аналогије са српским споменицима. За ову епоху у архитектури је везано и тзв. златно доба српског сликарства које почиње са живописањем Ђурђевих Ступова око 1175. године и завршава се са Градцем око 1275. године, а свој врхунац достиже у Сопоћанима. После овог периода, наступио је тзв. Вардарски стил са својим фрескосликарством, који се развија под утицајем Ренесансе Палеолога. Византијски царски живописци који су долазили из Цариграда и Солуна су пренели сликарство византијско у Рашки стил. Утицајем Немањиних синова, пре свега Светог Саве зидно сликарство Богородичине цркве у Студеници поприма нове размере у овом стилу јер су натписи на фрескама по први пут били исписани на српском језику.
Најзначајнији архитектонски споменици Рашког стила су:
- Манастир Студеница
- Манастир Хиландар (првобитна Немањина грађевина које данас нема)
- Манастир Жича

- Манастир Рмањ, сазидан 1443.
- Манастир Увац
- Манастир Гомионица
- Манастир Добриловина
- Манастир Моштаница, близу Козарске Дубице
- Манастир Куманица
- Манастир Мала Ремета
- Манастир Морача, сазидан 1252.
- Манастир Студеница
- Манастир Жича
- Манастир Жича